# Romeoville, Illinois
Romeoville là một làng thuộc quận Will, tiểu bang Illinois, Hoa Kỳ. Năm 2010, dân số của làng này là 39680 người.

## Dân số
Dân số qua các năm:
- Năm 2000: 21153 người.
- Năm 2010: 39680 người.